# Бартон Янке
Бартон Янке (англ. Barton Jahncke, 5 серпня 1939 — 7 січня 2024) — американський яхтсмен.
Олімпійський чемпіон 1968 року в класі Дракон.